# Лиг (Сербия)
Лиг (серб. Љиг) — город в Сербии в общине Лиг, Колубарский округ. Согласно переписи 2011 года, население составляло 3226 человек.
Город находится в западной части Шумадии. Примерно в 8 километрах к югу от него находится гора Раджак, а в 27 километрах к юго-востоку — гора Рудник. Река Лиг, протяженностью 48,9 км, протекает через город, который также является крупнейшим притоком реки Колубара.